# 오키나와 타임스

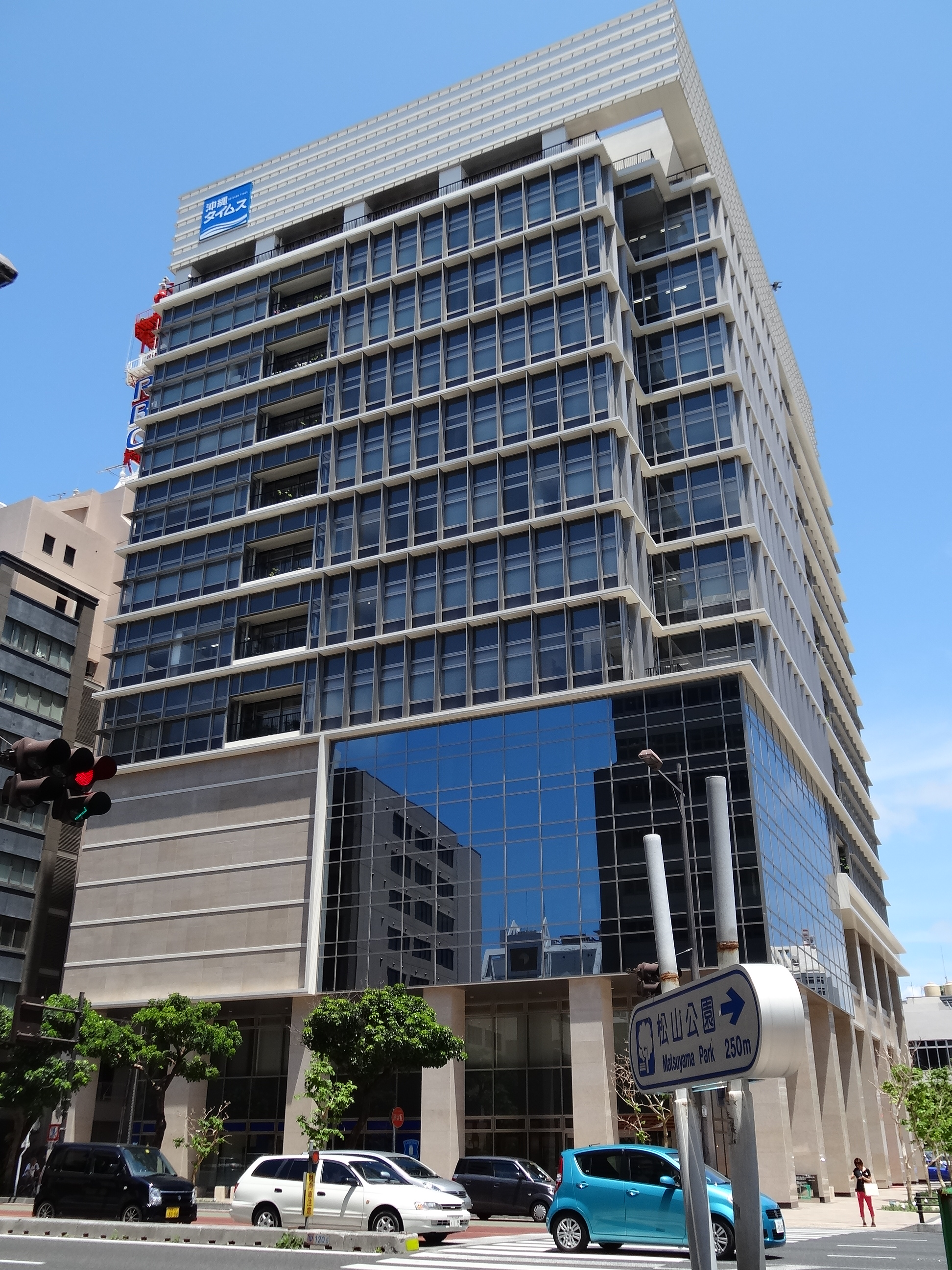

오키나와 타임즈（沖縄タイムス）는 오키나와현의 지역 신문이다. 주식회사 오키나와 타임즈(Okinawa Times)가 발행하고 있으며 1948년 7월 1일에 발간되었다. 애칭으로서의 명칭으로 현내에서 「타임즈」, 현외에서 「오키타이」로 통칭되고 있다. 지역 언론으로써 지역 방송사를 통해 재팬 뉴스 네트워크와 올 닛폰 뉴스 네트워크에 협력하고 있다.